# Balance (Karat-Album)
Balance ist ein Album der deutschen Rockgruppe Karat aus dem Jahr 1997.

## Inhalt
Balance ist ein eher ruhiges, verhaltenes Album, das durch die überwiegende Anzahl romantischer Titel (wie Ganz egal, Vielleicht, Was wäre wenn, Stumme Schreie, Das andere Ufer oder Niemandsland) auffällt. Mit Titeln wie Kein Wort, Unerreichbar tief oder Nur für Geld sind auf dem Album auch bluesige beziehungsweise mit Laß’ uns wie..., Notlandung und Es bleibt dabei rockige Klänge vertreten. Im Zentrum des klanglich sehr geschlossenen Albums stehen zumeist Streicher, akustische oder leicht angezerrte Gitarren und ein dezentes Schlagwerk unter Einsatz vieler Percussioninstrumente, wodurch Dreilichs Stimme als Hauptklangfarbe effektiv zur Geltung kommt. Balance schließt mit dem instrumentalen Kristall, das die Stimmung des gesamten Werkes abschließend widerspiegelt. Mit dem Song Der Ozean gelang Karat noch einmal ein größerer Erfolg, der nach dem Schlaganfall von Herbert Dreilich eine Art Comeback-Hit für diesen wurde.
Auf dem Album wirkte das Filmorchester Babelsberg mit.
Als Singles wurden die Titel Vielleicht (Radio-Edit) mit Vielleicht (Album-Edit) 1997 sowie eine Alternativ-Version von Der Ozean mit Lebenszeichen und Niemandsland 1998 ausgekoppelt.

## Besetzung
- Herbert Dreilich (Gesang)
- Martin Becker (Keyboards)
- Bernd Römer (Gitarre)
- Michael Schwandt (Schlagzeug, Perkussion)
- Christian Liebig (Bassgitarre)

## Titelliste
1. Kein Wort (Becker/Dreilich) (3:02)
2. Ganz egal (Becker/Dreilich) (3:29)
3. Vielleicht (Dreilich/Dreilich) (3:30)
4. Was wäre wenn (Becker/Dreilich) (4:13)
5. Lebenszeichen (Dreilich/Dreilich) (2:51)
6. Der Ozean (Dreilich/Dreilich) (3:12)
7. Laß’ uns wie... (Dreilich/Dreilich) (3:12)
8. Stumme Schreie (Becker/Dreilich) (2:15)
9. Unerreichbar Tief (Becker/Dreilich) (3:00)
10. Nur für Geld (Becker, Piatkowski/Dreilich) (3:12)
11. Das andere Ufer (Becker, Piatkowski/Dreilich) (2:47)
12. Notlandung (Becker/Dreilich) (3:52)
13. Es bleibt dabei (Becker/Dreilich) (3:07)
14. Niemandsland (Dreilich/Dreilich) (3:14)
15. Kristall (Becker) (1:39)